# Ortwin (Propst)
Ortwin (historisch meist Ortwynus; † nach 1410) war Landschreiber der Mark Brandenburg von 1382 bis 1390 und Propst von Berlin von 1382 bis 1410.

## Leben
Ortwin wurde 1382 als notarius generalis (Hauptschreiber) der Kanzlei von Markgraf Sigismund und als Propst von Berlin bezeichnet. In den folgenden Jahren wurde er mehrmals in Urkunden genannt und hatte einige Befugnisse. Er entschied über Gerichtsrechte und trieb Steuern ein. Auch in der Herrschaftszeit von Markgraf Jobst von Mähren (ab 1388) und unter dessen Statthalter Wilhelm von Meißen (ab 1395) blieb er eine wichtige Persönlichkeit in Urkunden.